# Cordia diffusa
Cordia diffusa är en strävbladig växtart som beskrevs av Edward Jacob. Cordia diffusa ingår i släktet Cordia, och familjen strävbladiga växter. Inga underarter finns listade i Catalogue of Life.